# Gmina związkowa Kirn-Land
Gmina związkowa Kirn-Land (niem. Verbandsgemeinde Kirn-Land) − dawna gmina związkowa w Niemczech, w kraju związkowym Nadrenia-Palatynat, w powiecie Bad Kreuznach. Siedziba gminy związkowej znajdowała się w mieście Kirn, które jednak do tej gminy związkowej nie należało. 1 stycznia 2020 miasto to przyłączono do gminy związkowej i tym samym powstała nowa gmina związkowa Kirner Land.  

## Podział administracyjny
Gmina związkowa zrzeszała 20 gmin wiejskich:
1. Bärenbach
2. Becherbach bei Kirn
3. Brauweiler
4. Bruschied
5. Hahnenbach
6. Heimweiler
7. Heinzenberg
8. Hennweiler
9. Hochstetten-Dhaun
10. Horbach
11. Kellenbach
12. Königsau
13. Limbach
14. Meckenbach
15. Oberhausen bei Kirn
16. Otzweiler
17. Schneppenbach
18. Schwarzerden
19. Simmertal
20. Weitersborn